# Augenzeuge (Album)
Augenzeuge ist das dritte Studioalbum des deutschen Rappers JokA. Es wurde am 4. September 2015 über das Independent-Label distri veröffentlicht und wird von Groove Attack vertrieben. Das Album erschien als Standard- und Limited-Edition, inklusive Bonus-EP und T-Shirt.

## Produktion
An der Produktion des Albums waren u. a. Sinch, Typhoon, Brisk Fingaz, Victor Flowers und Ghanaian Stallion beteiligt.

## Covergestaltung
Das Albumcover zeigt JokA, der eine Brille sowie Anzug und Schlips trägt und den Betrachter ansieht. Über und unter dem Bild stehen die schwarzen Schriftzüge Joka und Augenzeuge. Der Hintergrund ist in rötlichen Farbtönen gehalten.

## Gastbeiträge
Auf diversen Liedern des Albums sind neben JokA andere Künstler vertreten. So ist Immer noch MC eine Kollaboration mit den Rappern Sido und MoTrip, wobei Letzterer ebenfalls auf Gestern Nacht hab ich geträumt zu hören ist. Der Rapper Megaloh unterstützt JokA beim Song Einmal um die Welt, während der Sänger Sebastian Hämer einen Gastauftritt beim Titel Freundeskreis hat. Außerdem ist der Rapper Lenny Morris auf 24-7 zu hören und der Sänger Flo Mega arbeitet mit JokA auf Geschenk zusammen, während die Sängerin Nyasha Mudo ihn auf Nostalgie unterstützt. Des Weiteren sind auf den Bonustracks Alles ist so gleich und Schwindelfrei die Rapper Estikay bzw. Silla vertreten.

## Titelliste
| #  | Titel                          | Gastbeiträge    | Länge |
| -- | ------------------------------ | --------------- | ----- |
| 1  | Moin Moin                      |                 | 3:11  |
| 2  | Immer noch MC                  | Sido und MoTrip | 3:19  |
| 3  | Wayne                          |                 | 3:41  |
| 4  | Drecksjob                      |                 | 2:54  |
| 5  | 24-7                           | Lenny Morris    | 3:31  |
| 6  | Einmal um die Welt             | Megaloh         | 3:22  |
| 7  | Geschenk                       | Flo Mega        | 3:11  |
| 8  | Augenzeuge                     |                 | 3:29  |
| 9  | Himmelspforte                  |                 | 5:13  |
| 10 | Pechtag Pt. 2                  |                 | 3:20  |
| 11 | Polaroid                       |                 | 2:48  |
| 12 | Freundeskreis                  | Sebastian Hämer | 3:46  |
| 13 | Gestern Nacht hab ich geträumt | MoTrip          | 3:30  |
| 14 | Leb’ wohl                      |                 | 4:38  |
| 15 | Nostalgie                      | Nyasha Mudo     | 4:19  |

Bonussong der iTunes-Edition:
| #  | Titel                           | Gastbeiträge | Länge |
| -- | ------------------------------- | ------------ | ----- |
| 16 | Alles ist so gleich (Bonussong) | Estikay      | 3:15  |

Polaroid-EP der Limited-Edition:
| # | Titel         | Gastbeiträge | Länge |
| - | ------------- | ------------ | ----- |
| 1 | Bienen        |              | 3:15  |
| 2 | Was ist los?  |              | 3:22  |
| 3 | Pubertät      |              | 3:45  |
| 4 | Schwindelfrei | Silla        | 3:25  |
| 5 | Farbenblind   |              | 3:17  |

## Chartplatzierungen und Singles
Das Album stieg am 11. September 2015 auf Platz 22 in die deutschen Charts ein, was für JokA die erste Chartplatzierung seiner Karriere darstellt.
Am 21. Juni 2015 wurde ein Musikvideo zum Titelsong Augenzeuge veröffentlicht, am 17. Juli folgte ein weiteres Video zu Moin Moin. Beide Lieder wurden auch vorab als Singles über iTunes zum Download ausgekoppelt. Außerdem erschienen am 2. und 10. September 2015 Musikvideos zu den Songs Polaroid sowie Gestern Nacht.

## Rezeption
Die Internetseite rap.de bewertete Augenzeuge positiv und hob vor allem die Texte des Albums hervor:

„Joka ist lyrisch und technisch sehr versiert, das ist nichts Neues. Wenn er auf ‚Wayne‘ sein Ghostwriting thematisiert und ‚Ich schreibe Alben für Geld […] hätt’ ich so manches nicht geschrieben, wäre viele jetzt noch da, wo man ohne Hits nicht rauskommt, ohne irgendeinen Plan‘ weckt das auf jeden Fall Neugierde. Mit ‚24/7‘ übertrifft der Bremer aber alle Erwartungen. Im Groben verpackt JokA hier die selbe Idee wie Motrip auf ‚Mathematik‘ allerdings ist diese um einiges weiter ausgebaut: Es wird nicht von zehn auf null, sondern von eins bis 24 gezählt, während drumherum noch eine solide, zusammenhängende Geschichte erzählt wird. […] Jokas Drittwerk ‚Augenzeuge‘ ist also ein Album, das abwechslungsreich, aber nicht zusammengewürfelt erscheint. Es gibt Tracks, die neben den wirklich hervorstechenden Stücken weniger besonders erscheinen, was von der lyrischen Finesse dieser LP herrührt. Auf einem anderen Rap-Album wären sie stabile Ware gewesen, hier sind sie lediglich Ruhestationen, bei denen man sich eine Auszeit vom Anspruch nehmen kann.“

| Professionelle Bewertungen | Professionelle Bewertungen |
| -------------------------- | -------------------------- |
| Kritiken                   |                            |
| Quelle                     | Bewertung                  |
| Backspin                   | [ 5 ]                      |
| rappers.in                 | [ 6 ]                      |

Das Backspin Hip Hop Magazin gab dem Album vier von möglichen fünf Punkten und lobte die Storytelling-Fähigkeiten des Rappers:

„JokA liegt das Storytelling. Sei es über sein Großwerden mit Hip-Hop auf ‚Nostalgie‘, oder über einen Krebserkrankten, der seinen letzten Atemzug auf ‚Leb’ wohl‘ nimmt. Die glaubwürdige Präsentation seiner Songs und die Vielfalt der Themen ist angenehm unterhaltsam, und man bekommt schnell Zugriff zu JokAs Storys, die das Kopfkino während des Hörens auf Dauerschleife bespielen. […] JokA hievt mit ‚Augenzeuge‘ Rap als solchen auf kein neues Level oder glänzt durch eine besonders ausgeklügelte Reimtechnik. Dennoch schafft er es trotz der Kritikpunkte, ein Album mit viel Inhalt und Emotion abzuliefern. Es geht um alltägliche Geschichten, die abwechslungsreich und gut erzählt sind – mit einer gewissen Bodenständigkeit und Gelassenheit, die deutschem Rap gefehlt hat.“

Das HipHop-Magazin MZEE bewertete Augenzeuge trotz JokAs vorhandenem Potenzial als wenig innovativ und zäh: 

„Jokas "Augenzeuge" ist nicht das geworden, was es hätte werden können. Prinzipiell war alles gegeben, um ein großartiges Werk zu erschaffen, und doch scheitert der Plan am Ende an den Feinheiten. Zu oft sorgen fehlende Akzente und markante Eigenarten für eine gewisse Langeweile oder gar Belanglosigkeit. Leider – denn Joka hat definitiv das Zeug zu Größerem. Zugegebenermaßen ist "Augenzeuge" bei Weitem kein schlechtes Album, allerdings wurde schlicht und ergreifend das vorhandene Potenzial nicht ausgeschöpft.“